# Robert Zakrzewski (burmistrz)
Robert Zakrzewski – burmistrz Olsztyna w latach 1865–1875.
Ostatni Polak rządzący w Olsztynie przed II wojną światową. Na początki jego rządów przyszło apogeum epidemii cholery. Na skutek jej zmarł wówczas co dwudziesty mieszkaniec Olsztyna. Zakrzewski osobiście kierował komisją sanitarną. 15 października 1867 roku nastąpiło natomiast otwarcie szpitala olsztyńskiego.
Za jego kadencji doprowadzono też do powstania węzła kolejowego, łączącego Olsztyn z Czerwonką i Ostródą. 26 listopada 1872 roku, przy salwie honorowej na Dworcu Głównym, przywitano pierwszy pociąg. Zakrzewski osobiście przecinał wstęgę. Rok później otworzył pierwszą w mieście szkołę dla dzieci wszystkich wyznań.